# Strange situation
Strange situation är en standardiserad procedur inom utvecklingspsykologisk forskning som undersöker spädbarns (12–18 månader) anknytningsmönster. Proceduren utvecklades av Mary Ainsworth för att undersöka anknytningen mellan spädbarn och barnets moder. 
Proceduren består av de åtta följande stegen:
1. Modern och spädbarnet introduceras till testrummet.
2. Modern och spädbarnet är ensamma i testrummet. Modern är stilla medan barnet utforskar miljön.
3. En främling kommer in i testrummet, samtalar med modern och rör sig sedan mot spädbarnet. Modern lämnar diskret rummet.
4. Här sker första separationen. Främlingens beteende är fokuserat mot spädbarnet.
5. Här sker första återföreningen. Föräldern möter och tröstar barnet och lämnar sedan testrummet igen.
6. Här sker andra separationen. Spädbarnet är helt ensamt i rummet.
7. Här sker fortsättning av andra separationen. Främlingen kommer in i rummet och fokuserar sitt beteende på spädbarnet.
8. Här sker andra återföreningen. Modern kommer in, rör sig mot barnet och plockar upp barnet. Främlingen lämnar testrummet.

Under proceduren letar de som undersöker anknytningen efter i vilken utsträckning barnet uppvisar separationsångest när modern lämnar testrummet, i vilken utsträckning barnet utforskar testrummet, hur barnet reagerar på främlingens närvaro samt barnets reaktion på moderns och barnets återförening.